# Bolt Thrower
Bolt Thrower – brytyjska grupa muzyczna wykonująca death metal i grindcore, zaliczana do prekursorów gatunku. Powstała 1986 roku w Coventry. Nazwa zespołu pochodzi od nazwy broni obecnej w grze bitewnej Warhammer Fantasy Battle. Bronią tą jest pewien rodzaj balisty. Teksty utworów i okładki ich drugiej i trzeciej płyty nawiązują do tej gry i jej futurystycznej wersji Warhammer 40.000. Głównym tematem tekstów grupy była wojna i jej konsekwencje. W 2016 roku grupa oficjalnie zakończyła działalność.

## Historia

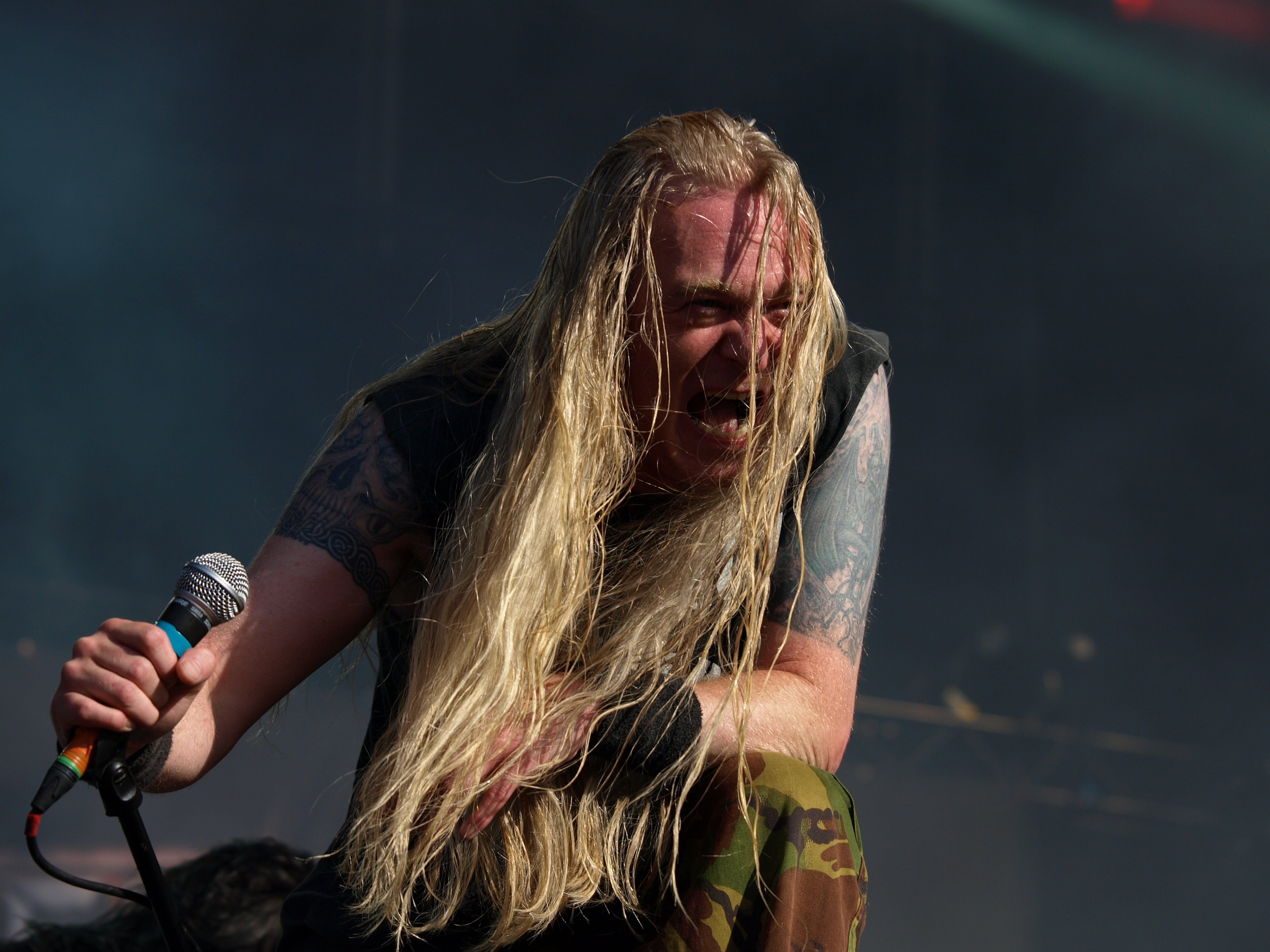
Karl Willetts, 2013

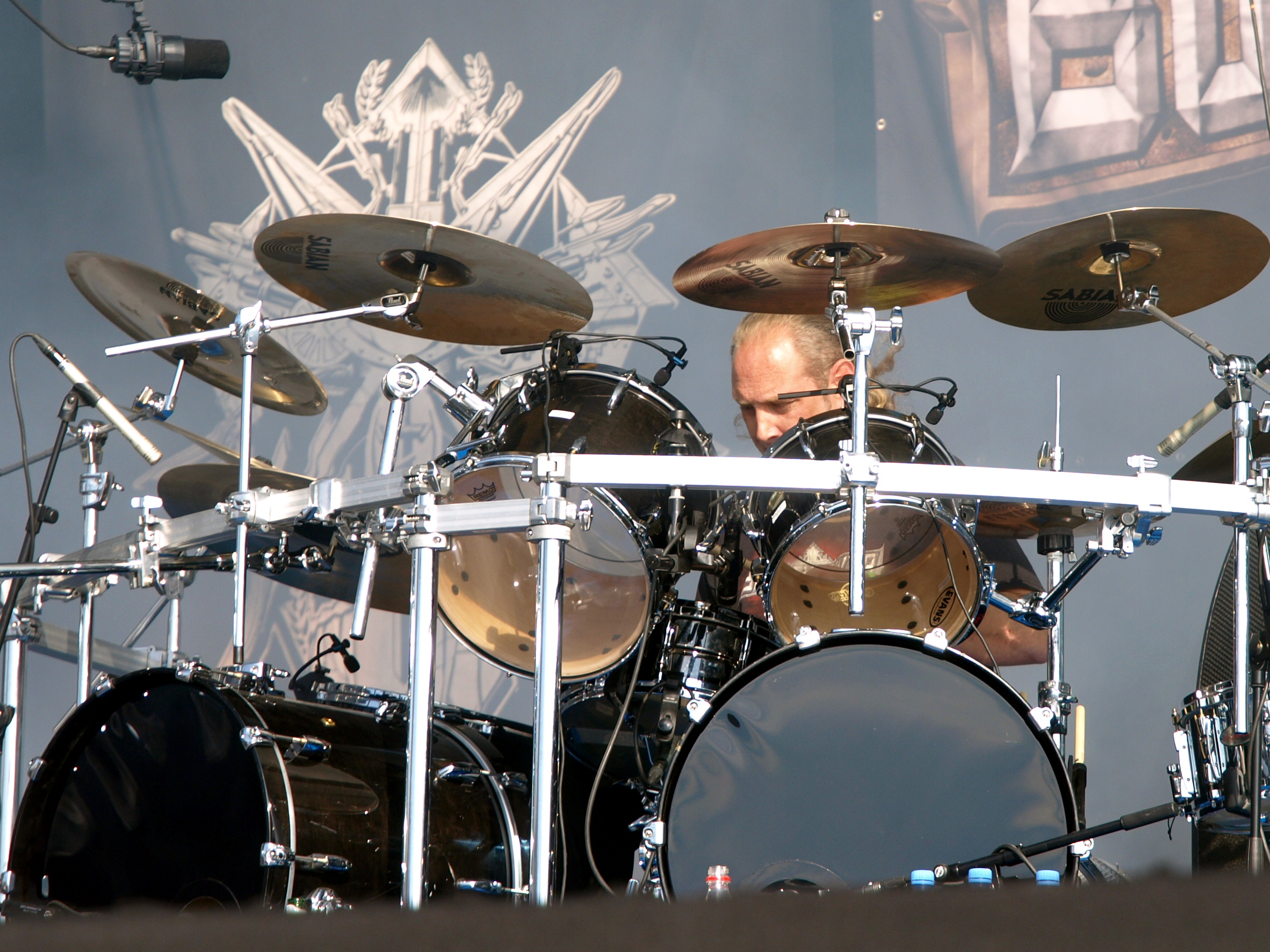
Martin Kearns, 2013

Zespół powstał we wrześniu 1986 roku. Stlistycznie początkowo nawiązywał do nurtów thrash metal i hardcore, inspirowany zespołami Crass, Slayer i Discharge. Działalność formacji zainicjowali basista Gavin Ward i gitarzysta Barry Thomson w Coventry w toalecie tamtejszego pubu podczas koncertu hardcore punkowego. Wkrótce potem dołączyli perkusista Andrew Whale i wokalista Alan West. W kwietniu 1987 roku ukazało się demo zatytułowane In Battle There Is No Law.
We wrześniu 1987 roku muzycy zarejestrowali kolejne demo pt. Concession of Pain. Gavin objął stanowisko gitarzysty natomiast jako basista został przyjęty Alex Tweedy. Jednakże Gavin na wydawnictwie zagrał zarówno na gitarze jak i gitarze basowej. Dwa tygodniowej później dziewczyna Gavina – Jo Bench – zastąpiła Tweedy'ego. W odnowionym składzie 3 stycznia 1988 roku muzycy Bolt Thrower zrealizowali minialbum The Peel Sessions u Johna Peela, didżeja radiowego stacji BBC Radio 1. Dziennikarz entuzjastycznie zareagował na drugie demo które nagrał zespół. Wkrótce potem grupa podpisała kontrakt z wytwórnią muzyczną Vinyl Solution. Tuż przed nagraniami debiutanckiego albumu Alana Westa zastąpił kierowca Karl Willetts. 12 czerwca 1988 roku ukazał się debiutancki album formacji zatytułowany In Battle There Is No Law. Trwająca niewiele ponad trzydzieści minut płyta stylistycznie została zaliczona do nurtu grindcore.
Znikome działania promocyjne ze strony wytwórni Vinyl Solution przyczyniły się do niezadowolenia muzyków i tym samym rozwiązania kontraktu. Następnie zespół nawiązał współpracę z wytwórnią Earache Records. 28 października 1989 roku na mocy nowego kontraktu ukazał się drugi album formacji zatytułowany Realm of Chaos. W ramach promocji wraz z Napalm Death, Carcass i Morbid Angel zespół wyruszył w trasę koncertową Grindcrusher Tour. Podczas trasy została zarejestrowana kompozycja "Realm of Chaos", która ukazała się na minialbumie Cenotaph w 1991 roku. 1 lipca tego samego roku ukazał się trzeci album pt. War Master. Nagrania odbyły się jak w przypadku poprzedniej płyty w Slaughterhouse Studios, które spłonęły dwa tygodnie później. Płyta była promowana w ramach trasy koncertowej w Stanach Zjednoczonych, podczas której muzycy podróżowali starym autobusem szkolnym. 26 października 1991 roku ukazała się kompilacja The Peel Sessions 1988-90 zawierająca wszystkie nagrania zrealizowane podczas trzech sesji zrealizowanych we współpracy z Johnem Peelem.
Czwarty album zespołu pt. The IVth Crusade został wydany 2 września 1992 roku. Tytuł wydawnictwa odnosił się do IV wyprawy krzyżowej i upadku Konstantynopola. Z kolei na okładce widniał obraz Eugènea Delacroix "Wejście krzyżowców do Konstantynopola". Kompozycje na płycie zostały zrealizowane w wolniejszych tempach oraz z niżej nastrojonymi gitarami, nawiązując stylistycznie do doom metalu. W Europie płyta była promowana podczas koncertów wraz z Vader i Grave. Następnie muzycy koncertowali w Stanach Zjednoczonych i Australii. 7 grudnia został wydany kolejny minialbum pt. Spearhead.
24 listopada 1994 ukazał się piąty album grupy zatytułowany ...For Victory. Po nagraniach formację opuścili Karl Willetts i Andrew Whale kierowani zmianą priorytetów w życiu. Odbyta przez zespół w Stanach Zjednoczonych trasa koncertowa przyczyniła się do znużenia i złych nastrojów pomiędzy muzykami. Willetts został zastąpiony przez Martin van Drunen znanego z występów w Pestilence. Natomiast stanowisko perkusisty objął Martin Kearns.
Kolejne lat zespół spędził koncertując. W 1997 roku Martin van Drunen zdecydował się odejść zespołu w wyniku problemów zdrowotnych. W zastępstwie jako wokalista dołączył zaprzyjaźniony z zespołem Dave Ingram. Następnie Martin Kearns odszedł z grupy, którego zastąpił Alex Thomas. Willetts tymczasowo powrócił do zespołu na nagrania nowego albumu, który miał się ukazać nakładem nowego wydawny Metal Blade Records. Szósty album zatytułowany Mercenary ukazał się 10 listopada 1998 roku. Tuż po nagraniach Willetts ponownie odszedł, a zastąpił go Dave Ingram znany z grupy Benediction. Również w listopadzie nakładem Earache Records ukazała się kompilacja Who Dares Wins. W 1999 roku do zespołu powrócił Martin Kearns.
W 2001 roku po której trasie koncertowej w Europie muzycy przystąpili do prac nad kolejnym albumem. W listopadzie tego samego roku została wydana płyta Honour Valour Pride. Aż do 2004 roku zespół koncertował, kiedy to w maju muzycy rozpoczęli prace nad kolejnym albumem studyjnym. Tuż przed nagraniami Ingram w związku z problemami osobistymi i zdrowotnymi zdecydował się opuścić zespół. Na jego miejsce powrócił Karl Willetts. 14 listopada 2005 roku ukazała się płyta Those Once Loyal. W styczniu i w lutym 2006 roku zespół odbył europejską trasę koncertową. Planowane na koniec roku występy w Stanach Zjednoczonych nie odbyły się ze względu na brak wsparcia finansowego ze strony wytwórni. 14 września 2015 roku zmarł wieloletni perkusista grupy Martin "Kiddie" Kearns, wskutek czego zespół odwołał nadchodzącą trasę po Australii. Rok później grupa po 30 latach działalności została rozwiązana.

## Muzycy

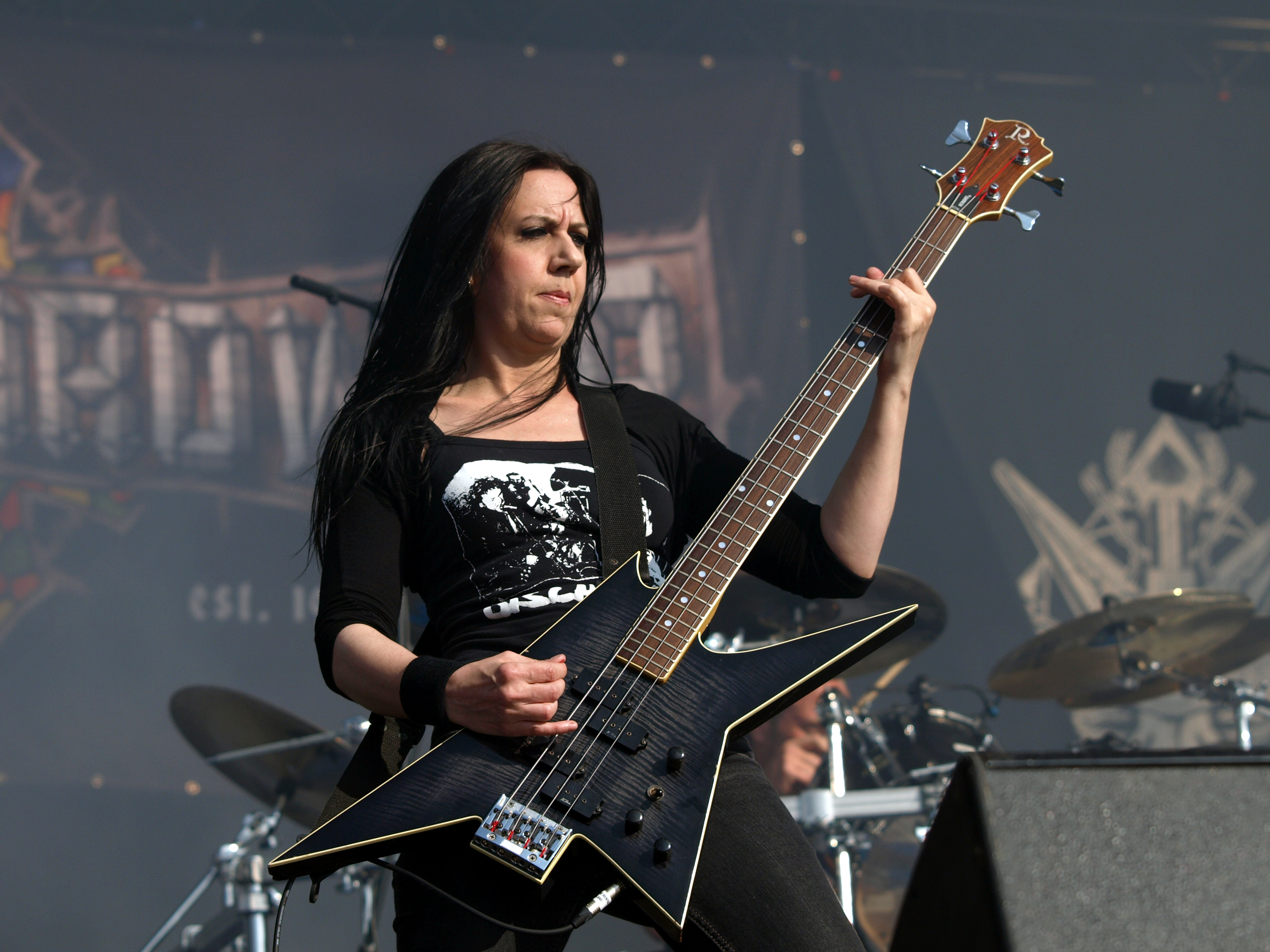
Jo-Anne Bench, 2013

| Ostatni skład zespołu - Karl Willetts – wokal (1987–1994, 1997–1998, 2004–2016) - Jo-Anne Bench – gitara basowa (1987–2016) - Barry Thompson – gitara elektryczna (1986–2016) - Gavin Ward – gitara elektryczna (1986–2016) Muzycy koncertowi - Martin van Drunen – wokal (1994–1997) |  | Byli członkowie zespołu - Martin Kearns (zmarły) – perkusja (1994–1997, 1999–2015) - Andrew Whale – perkusja (1986–1994) - Alex Thomas – perkusja (1997–1999) - Alan West – wokal (1986–1987) - Dave Ingram – wokal (1998–2004) - Alex Tweedy – gitara basowa (1987) |

## Dyskografia
| - In Battle There Is No Law (12 czerwca 1988, Vinyl Solution) - Realm of Chaos (28 października 1989, Earache Records) - War Master (1 lipca 1991, Earache Records) - The IVth Crusade (2 września 1992, Earache Records) - ...For Victory (24 listopada 1994, Earache Records) - Mercenary (10 listopada 1998, Metal Blade Records) - Honour Valour Pride (14 listopada 2001, Metal Blade Records) - Those Once Loyal (14 listopada 2005, Metal Blade Records) - The Peel Sessions 1988-90 (26 października 1991, Strange Fruit) - Who Dares Wins (8 listopada 1999, Earache Records) |  | - The Peel Sessions (3 stycznia 1988, Strange Fruit) - Polka Slam / Crisis Point (1989, Sisters of Percy Records) - Cenotaph (1991, Earache Records) - Spearhead (7 grudnia 1992, Earache Records) - In battle there is no law (kwiecień 1987, wydanie własne) - Concession of pain (25 września 1987, wydanie własne) - Promo '88 (luty 1988, wydanie własne) |